# Charles de Freycinet

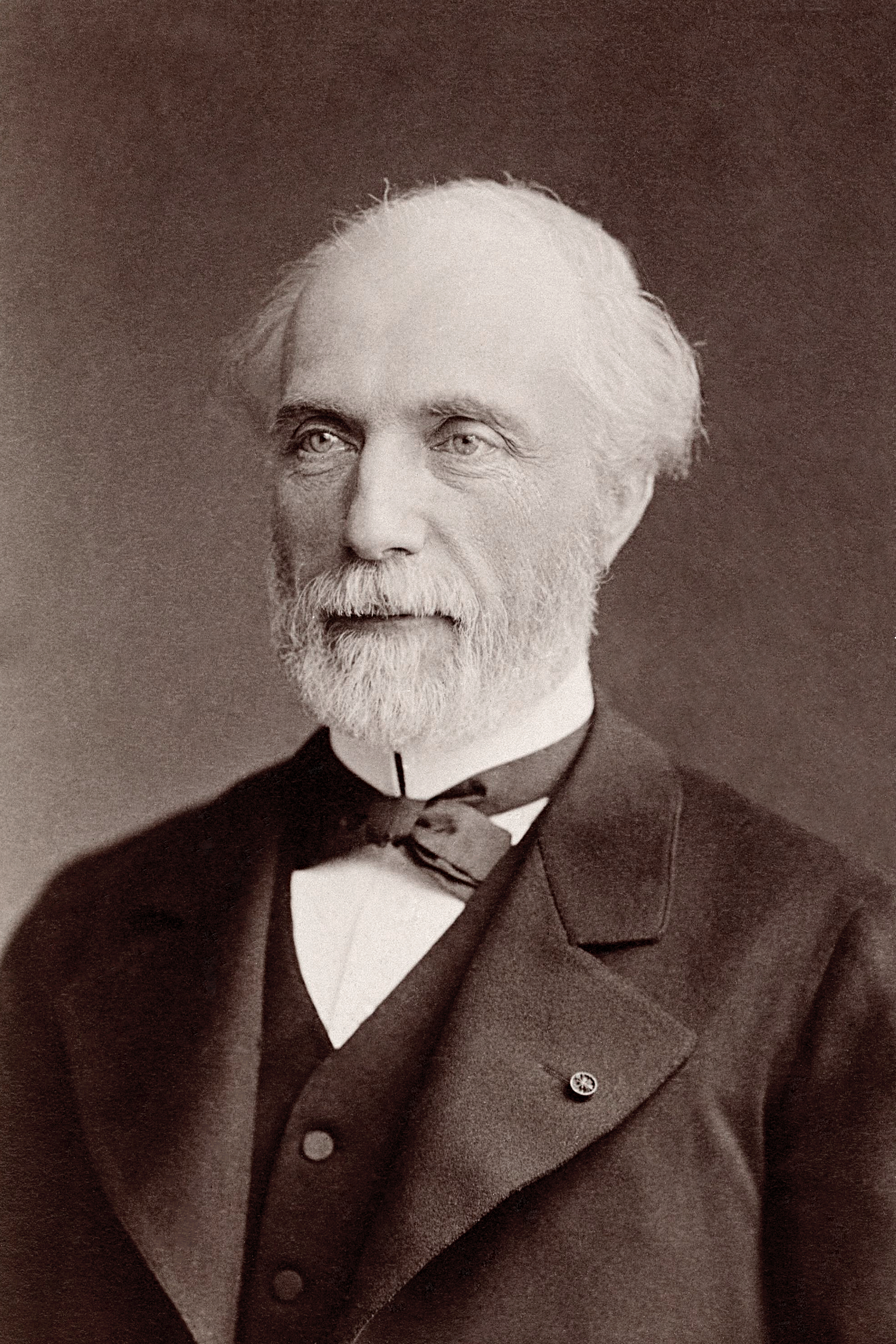
Charles de Freycinet (um 1910)

Louis Charles de Saulces de Freycinet (* 14. November 1828 in Foix (Ariège); † 14. Mai 1923 in Paris) war ein französischer Politiker. Zwischen 1880 und 1892 war er für insgesamt etwa dreieinhalb Jahre viermal Ministerpräsident der Dritten Republik, in seinen ersten drei Amtszeiten zugleich Außenminister, in der letzten zugleich Kriegsminister. Zwischen 1877 und 1915 war er in insgesamt elf weiteren Regierungen Minister in verschiedenen Ressorts und zweimal Vorsitzender des Verteidigungsausschusses des französischen Senats.

## Leben und Beruf bis 1870
Freycinet wurde in der Familie eines protestantischen höheren Finanzbeamten geboren. Einer seiner Onkel war der Forschungsreisende Louis de Freycinet, ein anderer Onkel, Louis Henri de Saulces de Freycinet, und dessen Sohn Charles-Henri-Auguste de Saulces de Freycinet brachten es jeweils bis zum Admiral. Das mit siebzehn Jahren begonnene Studium der Ingenieurwissenschaften an der École polytechnique beendete er als Sechstbester seines Jahrgangs, was ihm die freie Wahl seines zukünftigen Arbeitsplatzes gestattete. In den Jahren 1852 bis 1858 wirkte Freycinet in leitender Position (darunter Betriebsleiter) in verschiedenen regionalen Verkehrsverwaltungen der französischen Provinz, u. a. in Mont-de-Marsan, Chartres und Bordeaux (ab 1854), wo er im September 1858 die Enkeltochter eines früheren Stadtrates und Abgeordneten heiratete. Noch 1858 wechselte er als Direktor und Leiter des Bahnbetriebsdienstes zur Compagnie des chemins de fer du Midi, wo er sich als guter Organisator erwies. Er wurde jedoch Ende 1862 von Kaiser Napoleon III. in den Staatsdienst zurückgerufen und zusammen mit anderen Ingenieuren auf wissenschaftliche, aber auch politische Reisen geschickt, unter anderem nach Großbritannien (1863), Mexiko, Belgien und in die preußische Rheinprovinz (1868). Anschließend wurde er von Émile Ollivier in eine zum Zwecke der Vorbereitung einer Verwaltungsreform berufene Dezentralisierungskommission unter dem Vorsitz Odilon Barrots berufen, zugleich beteiligte er sich als Mitglied des Generalrates an der regionalen Selbstverwaltung seiner Heimat, dem Département Tarn-et-Garonne.

## „Delegierter des Kriegsministers“ 1870/71
Nach dem Sturz Napoleons III. und der Ausrufung der Republik am 4. September 1870 setzte der neue Innenminister Léon Gambetta die Präfekten aller Départements ab und berief Republikaner auf diese Posten. Nach einem langen Gespräch mit Freycinet, der bislang nicht als begeisterter Republikaner hervorgetreten war, ernannte Gambetta ihn zum Präfekten für Tarn-et-Garonne im tiefen Südwesten Frankreichs. Jedoch schon am 10. Oktober 1870 wurde er von dem inzwischen von der Regierung der Nationalen Verteidigung nach Tours entsandten Gambetta, der zusätzlich das Amt des Kriegsministers übernommen hatte, dorthin berufen.
Als „Delegierter des Ministers“ (etwa: Staatssekretär) organisierte und koordinierte er dort die Kriegsanstrengungen des unbesetzten Teiles Frankreichs während der folgenden Monate des Deutsch-Französischen Kriegs, wobei ihm Gambetta jede Handlungsfreiheit ließ. Praktisch aus dem Nichts schuf er eine neue Armee von rund 600.000 Mann, gegliedert in die Korps 15 bis 24, und rüstete sie mit allem Notwendigen aus. Darunter waren auch Karten von Frankreich, die aus einem in einem einzigen Exemplar vorhandenen Sammelwerk abfotografiert werden mussten, denn die napoleonische Heeresverwaltung hatte zwar Karten des vorgesehenen Operationsgebietes in Deutschland in ausreichender Zahl drucken lassen, jedoch keine Karten des Grenzgebietes, geschweige des eigene Landesinneren. Außerdem organisierte er die zentrale Militärverwaltung neu und schuf mit dem „Zivilgeniekorps der Armee“, besetzt mit Architekten, Ingenieuren und weiteren Fachleuten ähnlicher Berufe, eine für die Sicherung des Nachschubs, den Ausbau der rückwärtigen Verbindungen und notwendige Befestigungsarbeiten zuständige hochprofessionelle Struktur.
Sein Organisationstalent erfuhr unumschränkte Anerkennung, nach dem Krieg auch durch den deutschen Generalstabschef Moltke, dagegen hatten seine Eingriffe in die militärischen Operationsplanungen fast nur Misserfolge zum Ergebnis, die in dem Debakel der Ostarmee unter Bourbaki gipfelten. Freycinet, der selbst nie gedient hatte und auch während des Krieges keine kämpfende Einheit besuchte, hatte unrealistische Vorstellungen von den Kampf- und Marschfähigkeiten sowie der realen Mannschaftsstärke der neu aufgestellten Truppenteile und schrieb die Rückschläge allein den jeweils kommandierenden Generälen zu, deren Einwände gegen seine Befehle er nicht zur Kenntnis nahm. Viele kommandierende Generäle wurden vor den Kopf gestoßen und einige wichtige Offiziere zum Rücktritt genötigt oder wie Bourbaki in den Selbstmord getrieben. Außerdem erhielten die Befehlsempfänger – anders als auf deutscher Seite – keinen Einblick in die Gesamtplanung, so dass sie vor Ort auftauchende Probleme nicht unter Berücksichtigung des Gesamtziels lösen konnten.
Er gehörte zusammen mit Léon Gambetta, Victor Hugo und Alfred Chanzy zu einer Minderheit, die gegen den Friedensvertrag von Frankfurt und für eine Fortsetzung des Krieges stimmte.

## Berufspolitiker ab 1876
Nach fünf Jahren ohne jedes öffentliche Amt wurde Freycinet für Paris im Januar 1876 in den französischen Senat gewählt, dieses Mandat übte er bis 1920 ununterbrochen aus. Dort schloss er sich zunächst den linken Republikanern an. Später zählte er zu den gemäßigten Republikanern.
Im darauffolgenden Jahr berief ihn Premierminister Jules Dufaure als Minister für öffentliche Arbeiten. In dieser Eigenschaft war Freycinet zuständig für die Chausseen, Eisenbahnen und Schifffahrtskanäle. Bis Ende 1879 versuchte Freycinet das Straßennetz und das Eisenbahnnetz auf den neuesten Stand zu bringen. Nach eigenen Aussagen sollte „die Hauptstadt jedes Départements eine schnelle Verbindung nach Paris bekommen“. So stellte er einen Plan vor, nach dem alle Franzosen Zugang zur Eisenbahn erhalten sollten, um die wirtschaftliche Entwicklung zu unterstützen und weniger entwickelte Gebiete zu erschließen.
Am 17. Juli 1879 erlangte der Plan Freycinet Gesetzeskraft und wurde mit einem Sonderetat von 500 Mio. Franc unterstützt. Damit wurden in großem Maße Eisenbahnen und Kanäle aufgekauft sowie auch neu errichtet oder der Bau durch die großen Eisenbahngesellschaften subventioniert. Das französische Schienennetz wuchs dabei bis zur abschließenden Ausführung des Plans im Jahr 1914 mit 180 neuen Strecken von 29.600 auf 39.400 Kilometer. Damit waren alle Unterpräfekturen und alle wichtigen Städte Frankreichs an die Eisenbahn angeschlossen, wenn auch vielfach nur mit Schmalspur-Strecken von geringer Belastbarkeit.
Mit der sogenannten Freycinet-Péniche schuf er eine Norm für die Lastkähne der französischen Binnenschifffahrt. Die Schiffsabmessungen betragen 38 × 5 m bei einem Tiefgang von 1,80 m und ergeben eine Ladekapazität von etwa 300 Tonnen. Diese Schiffsklasse wurde zur Norm für die Ende des 19. Jahrhunderts in Frankreich erbauten Kanäle erhoben. Die entsprechenden Schleusenabmessungen liegen bei 38,50 × 5,10 m.
Freycinet war auch an der Planung der Transsahara-Bahn beteiligt. Dabei sollte Tunis (Tunesien) auf möglichst direktem Wege mit dem Tschadsee verbunden werden. Eine Verlängerung sollte den Niger entlang über Timbuktu (Mali) nach Dakar (Senegal) führen. Das ambitionierte aber unrealistische Projekt wurde jedoch zu den Akten gelegt, nachdem eine Expedition, die eine geeignete Streckenführung durch das Ahaggar-Gebirge erkunden sollte, von den Tuareg dezimiert worden war. Dieses Ereignis, das von vielen Franzosen als nationale Schmach empfunden wurde, trug zur Ablösung Freycinets als Premierminister bei.
Als Premierminister William Henry Waddington am 4. Februar 1879 Dufaure ablöste, wurde Freycinet als Minister für öffentliche Arbeiten übernommen. Nach Waddingtons Rücktritt am 29. Dezember 1879 wurde Freycinet sein Nachfolger als Premierminister und leitete zugleich auch das Außenministerium. Diese Ämter hatte er bis zum 21. September 1880 inne, da er – im Gegensatz zu Gambetta – in seiner Außenpolitik auf Ausgleich und Frieden und auch in Fragen von Kirche und Staat immer verhandlungsbereit galt.
Als Gambetta im November 1881 Ministerpräsident wurde, berief er Freycinet zum Außenminister. Dieser trat jedoch nach nur einem Tag im Amt zurück, womit die bis dahin bestehende politische Freundschaft beider ihr Ende fand. Mit Wirkung vom 31. Januar 1882 wurde Freycinet als Gambettas Nachfolger abermals Premierminister. Freycinet musste aber bereits am 29. Juli desselben Jahres wieder zurücktreten, da die Partei Gambettas mit dessen Politik nicht einverstanden waren; gerade die ägyptische Krise brachte Freycinet den Vorwurf der Feigheit ein.
Als Ministerpräsident Jules Ferry im April 1885 zurücktreten musste, konnte Freycinet auf die politische Bühne zurückkehren. Unter Premierminister Eugène Henri Brisson wirkte er wiederum als Außenminister und wurde nach Brissons Rücktritt im Januar 1886 wieder als Premierminister bestätigt. Er galt in dieser Zeit als taktisch sehr geschickter Politiker, der parteiübergreifend Ansehen genoss.
In den Diskussionen um die Trennung von Kirche und Staat hielt sich Freycinet weitgehend zurück, da er der davon hauptsächlich betroffenen römisch-katholischen Kirche nicht angehörte.
1890 bis 1892 war Freycinet erneut Premierminister. In diese Amtszeit fallen die Verhandlungen zum Abschluss der französisch-russischen Allianz, auch wenn deren Unterzeichnung erst einige Tage nach dem Rücktritt des vierten Kabinetts Freycinet erfolgte. Zwischen dem 3. April 1888 und 11. Januar 1893 war Freycinet Kriegsminister und später noch einmal zwischen 1. November 1898 und 6. Mai 1899. Sein Rücktritt von diesem Amt und damit der Rückzug in die zweite Reihe der Politik war mit der Dreyfus-Affäre verbunden: Als Siebzigjähriger fühlte er sich den harten Auseinandersetzungen darüber im Parlament nicht mehr gewachsen.
Im Kabinett Briand (5.) war Freycinet zwischen Oktober 1915 und Dezember 1916 Staatsminister, d. h. in einer herausgehobenen politischen Position, aber ohne Ressortverantwortlichkeit.
Charles Freycinet starb 1923 im Alter von 94 Jahren in Paris und wurde auf dem Cimetière de Passy beigesetzt.

„Der älteste Politiker Frankreichs, wahrscheinlich auch der schlaueste, ist aus dem Leben geschieden. Seit einem Menschenalter und weit darüber hieß Charles de Freycinet ‚die weiße Maus‘. Ein unglaublich kleines, dünnes, weißhaariges Männchen, das lächelnd und grüßend durch die Parlamentscouloirs und Bankreihen schlüpfte und mit einer Geschicklichkeit sondergleichen seine Fäden spann. Dabei von einer zähen Lebenskraft, die sich niemals unterdrücken ließ. Noch im vorigen Winter war er an einer Lungenentzündung erkrankt, erholte sich und nahm, kaum genesen, an den Sitzungen des Senats und der Académie Française, deren Mitglied er war, teil. […] Charles de Freycinet ist 95 (sic!) Jahre alt geworden. Er hat tätig und mit voller Leidenschaft die wechselvollen Schicksale der Republik miterlebt, das Königtum und die Revolution von 1848, die Präsidentschaft Napoleons und den Staatsstreich, das Kaisertum, den deutsch-französischen Krieg, Kommune und wieder Republik, die hohen Wogen im französischen Parlament, die Dreyfus-Affäre und den zweiten Krieg. […] Er war Bergwerksingenieur, wurde dann höherer Beamter bei den Eisenbahnen und war im Jahre 1870 schon Offizier der Ehrenlegion. In den zwei Bänden seiner Erinnerungen kann man lesen, wie er nach dem 4. September, nachdem das Kaiserreich untergegangen war und ganz Frankreich im Chaos zu versinken drohte, sich Gambetta zur Verfügung stellte und mit ihm die Verteidigung organisierte. Sechs Jahre später trat er in die Politik ein […]. Vor mehr als dreißig Jahren trat Freycinet in die Académie Française ein, er war hier der Nachfolger des Theaterdichters Emil Augier[s], und er, der Mineningenieur und Politiker, der Organisator der Eisenbahnen und der Armee, verblüffte seine Zuhörer durch das literarische Exposé, das er von den bürgerlichen Komödien Augiers' gab. Nachher erfuhr man erst, daß Freycinet ein heimlicher Dichter war, der unter dem Pseudonym ‚Alceste‘ […] veröffentlichte […].“

## Auszeichnungen
- 1870: Offizier der Ehrenlegion
- 1882: Mitglied der Académie des sciences[6]
- 1890: Mitglied der Académie française (Nachfolger von Émile Augier).

## Werke
- Traité de mécanique rationelle (1858, 2 Bde.)
- De l’analyse infinitésimale (1860, 2. Aufl. 1881)
- Des pertes économiques en chemin de fer (1861)
- Principes de l’assainissement des villes (1870)
- Traité d’assainissement industriel (1870)
- Essai sur la philosophie des sciences (1896)
- Essai sur la philosophie des sciences (1905)
- La guerre en province pendant le siége de Paris (Paris 1871); – (dt. u. d. T. Karl von Freycinet, Der Krieg in den Provinzen während der Belagerung von Paris: 1870 – 1871. Eine geschichtliche Darstellung. Breslau 1872)
- Souvenirs 1848–1878. Paris 1912
- Souvenirs 1878–1893. Librairie Charles Delagrave, Paris 1914.[7]